# Gonzalo Villar
Gonzalo Villar del Fraile (* 23. März 1998 in Murcia) ist ein spanischer Fußballspieler, der aktuell beim FC Granada unter Vertrag steht.

## Karriere

### Verein
Villar begann in der Jugend beim FC Elche mit dem Fußball. Bis zu seinem Abgang in Richtung Valencia machte er jedoch nur ein Spiel für die zweite Mannschaft. Beim FC Valencia spielte er auch nur in der zweiten Mannschaft und in der U19. 2018 wechselte er zu seinem ehemaligen Jugendverein FC Elche. Dort gab er sein Profidebüt am 1. Spieltag beim 0:0 gegen den FC Granada. In der Saison spielte er 15 Mal, jedoch fiel er elf Spiele aufgrund eines Meniskusrisses aus. In der Saison 2019/20 kam Villar 20 Mal zum Einsatz, dabei erzielte er ein Tor. In der Winterpause wechselte er für vier Millionen Euro in die italienische Serie A zu der AS Rom. Sein Europa-League-Debüt für die Roma gab er beim 1:1 gegen den KAA Gent. Wettbewerbsübergreifend spielte er in der Spielzeit 2020/21 47 Mal.
Nachdem er zu keinem Ligaspiel in der Folgesaison gekommen war, wurde er im Januar 2022 in die Primera División an den FC Getafe verliehen. Zur Saison 2022/23 wechselte er auf Leihbasis zu Sampdoria Genua. Im Januar 2023 wurde er erneut an den FC Getafe verliehen.
Nach drei Leihen wechselte er im Sommer 2023 zum FC Granada.

### Nationalmannschaft
Villar machte bislang zehn Spiele für die spanische U-21-Auswahl, wobei er einmal beim U21-EM-Turnier 2021 treffen konnte.
Am 8. Juni 2021 debütierte er in einem Testspiel gegen Litauen für die A-Nationalmannschaft, da aufgrund einiger COVID-19-Infektionen im Stammteam eine B-Mannschaft auflaufen musste, die sich aus den U21-Spielern der zuvor beendeten U21-EM zusammensetzte. Seit Sommer 2023 steht er fest verpflichtet im Kader des FC Granada.